# Trespassers (álbum de Kashmir)
 Trespassers  Es el sexto álbum de la banda danesa Kashmir. Fue lanzado el 1 de febrero de 2010.

## Lista de canciones
1. "Mouthful of Wasps" – 5:16 2. "Intruder" – 4:24 
4. "Pallas Athena" – 2:28 
5. "Still Boy" – 5:12 
6. "Bewildered in the City" – 6:29 
7. "Pursuit of Misery" – 4:07 
8. "Time Has Deserted Us" – 4:04 
9. "Danger Bear" – 3:40 
10. "The Indian (That Dwells in This Chest)" – 5:23
11. "Track 11" - Hidden Track - 7:01

## Sencillos
1. "Mouthful of Wasps" (30 de noviembre de 2009)
2. "Still Boy"
3. "Pursuit of Misery"
4. "Bewildered in the City"

## Posicionamiento
| Gráfico (2010)                         | Posición más alta |
| -------------------------------------- | ----------------- |
| Posición de Álbumes daneses            | 1                 |
| Posición más alta ranking mexicano 100 | 89                |
| Top 200 iTunes México                  | 25                |
| iTunes Mexico Top Álbumes de Rock      | 2                 |